# Stefan Ortega
Stefan Ortega Moreno (Hofgeismar, Alemania, 6 de noviembre de 1992) es un guardameta alemán de origen español que juega en el Manchester City F. C. de la Premier League de Inglaterra.

## Vida personal
Nació en Hofgeismar, en el norte del estado alemán de Hesse, de padre español y madre alemana.

## Trayectoria

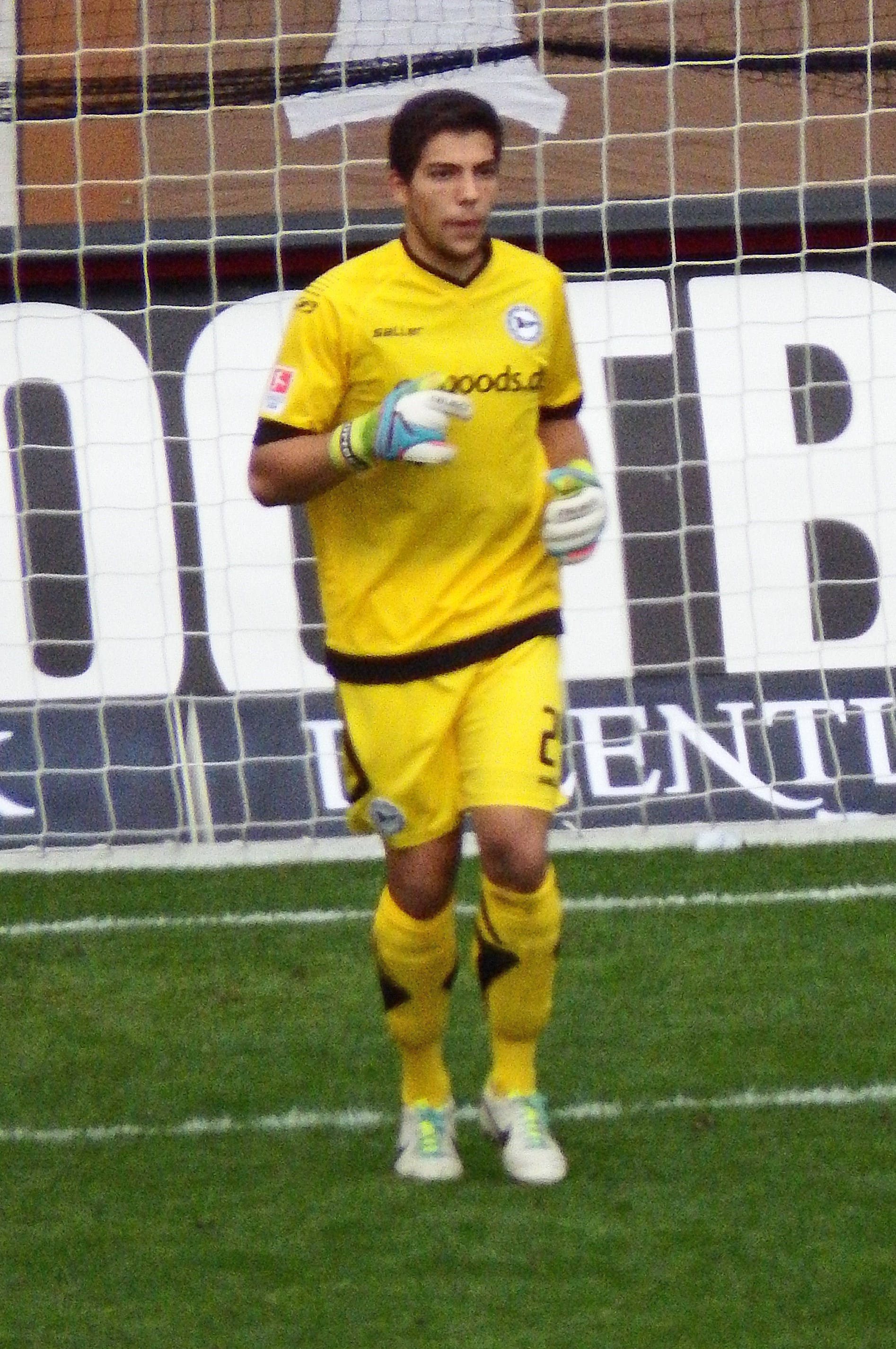
Ortega en 2013.

Jugó en el Jahn Calden, el KSV Baunatal y el KSV Hessen Kassel, antes de incorporarse al centro de rendimiento juvenil (en alemán Nachwuchsleistungszentrum) del Arminia Bielefeld. El 1 de octubre de 2011 debutó como profesional en la 3. Liga, la tercera división del fútbol alemán, en una derrota por 0-1 contra el 1. FC Heidenheim. Se convirtió en el portero titular del equipo pero tras un error en el empate 2-2 en casa contra el Preußen Münster en la 30.ª jornada, perdió la titularidad. También durante la temporada 2012/2013, fue el portero suplente y solo jugó en la última jornada, en la victoria a domicilio por 1-0 contra el Wacker Burghausen.
En la temporada 2013/2014, ya en la 2. Bundesliga, la segunda división alemana, fue inicialmente el portero titular, pero más tarde perdió su puesto en la portería, hasta marzo de 2014, cuando volvió a la titularidad y jugó todos los partidos hasta el final de la temporada. En la última jornada, el Arminia Bielefeld ganó a domicilio al Dynamo Dresde por 3-2 y se clasificó para el play-off de descenso/promoción. El rival era el SV Darmstadt 98 y, tras ganar 3-1 en la ida y perder 2-4 en la prórroga, el Arminia perdió 5-5 en el global debido a la regla del gol fuera de casa y descendió de nuevo a tercera división.
Durante el periodo de traspasos de verano de la temporada 2014/2015, fichó por el TSV 1860 München. Tras la marcha de Gabor Kiraly, fue titular en todos los partidos hasta la 21.ª jornada en que perdió su puesto de titular. Los «Münchner Löwen» ocupaban la 16.ª plaza y tuvieron que jugar el play-off de descenso/promoción contra el Holstein Kiel. Tras un empate sin goles en la ida, el TSV 1860 München ganó la vuelta por 2-1 tras un gol en el tiempo añadido y evitó el descenso.
En la temporada 2015/2016, fue el portero suplente hasta finales de 2015 y luego se convirtió en el portero titular. También en esta temporada, el TSV 1860 München luchó contra el descenso de la 2. Bundesliga y volvió a evitar el descenso de segunda división. En la temporada 2016/2017, fue el portero suplente hasta la 13.ª jornada y recibió el puesto de portero titular después. El TSV 1860 München perdió 1-2 en la última jornada contra el 1. FC Heidenheim y debido al 16.º puesto, los bávaros deben de nuevo disputar el play-off de descenso/promoción, ahora contra el SSV Jahn Regensburg. Tras un empate sin goles en la ida y una derrota por 2-0 en la vuelta, el club descendió de la 2. Bundesliga y, al no tener licencia para la tercera división, debe ir a la Regionalliga Bayern, la cuarta división alemana.
Regresó al Arminia Bielefeld en la ventana de transferencias de verano de la temporada 2017/2018 para ser el portero titular. El club había regresado a la 2.Bundesliga en 2015. En la temporada 2017/2018, el equipo luchó por el ascenso a la Bundesliga, pero se quedó fuera tras perder 1-0 a domicilio contra el FC St. Pauli en la 33.ª jornada terminando la temporada en cuarta posición. 
En la temporada 2018/2019, el entrenador luxemburgués Jeff Saibene fue destituido tras la jornada 16 y sustituido por Uwe Neuhaus, ya que el club se encontraba en el puesto 14 de la tabla, a pocos puntos de los puestos de descenso. Neuhaus dirigió al equipo hasta el final de la temporada 2018/2019 quedando en 7.ª posición. En enero de 2020, Ortega amplió su contrato hasta 2022. El Arminia Bielefeld terminó la temporada 2019/2020 en 1.ª posición y ascendió a la Bundesliga.
También gracias a sus actuaciones el equipo evitó el descenso tras ganar a domicilio por 2-0 al VfB Stuttgart en la última jornada de la temporada 2020/2021. La revista deportiva alemana Kicker le calificó como el segundo mejor portero de la Bundesliga de esa temporada. Un año después, el Arminia Bielefeld descendió a la 2. Bundesliga y el guardameta dejó el club tras cinco años.
El 1 de julio de 2022, tras haber expirado su contrato con el equipo alemán, firmó por tres temporadas con el Manchester City F. C.

## Selección nacional
El 21 de mayo de 2021 fue designado por el seleccionador alemán Joachim Löw para la plantilla ampliada de la selección alemana para la Eurocopa 2020. Iba a ser convocado a la selección si Manuel Neuer, Bernd Leno o Kevin Trapp no podían participar por lesión.

## Estadísticas

### Clubes
| Club | Div.          | Temporada     | Liga  | Liga  | Copas nacionales(1) | Copas nacionales(1) | Copa de la Liga(2) | Copa de la Liga(2) | Torneos internacionales(3) | Torneos internacionales(3) | Otros(4) | Otros(4) | Total | Total |
| Club | Div.          | Temporada     | Part. | Goles | Part.               | Goles               | Part.              | Goles              | Part.                      | Goles                      | Part.    | Goles    | Part. | Goles |
| --- | ------------- | ------------- | ----- | ----- | ------------------- | ------------------- | ------------------ | ------------------ | -------------------------- | -------------------------- | -------- | -------- | ----- | ----- |
| Arminia Bielefeld II · Alemania | 4.ª           | 2010-11       | 6     | 0     | —                   | —                   | —                  | —                  | —                          | —                          | —        | —        | 6     | 0     |
| Arminia Bielefeld · Alemania | 3.ª           | 2011-12       | 20    | 0     | 0                   | 0                   | —                  | —                  | —                          | —                          | —        | —        | 20    | 0     |
| Arminia Bielefeld · Alemania | 3.ª           | 2012-13       | 1     | 0     | 0                   | 0                   | —                  | —                  | —                          | —                          | —        | —        | 1     | 0     |
| Arminia Bielefeld · Alemania | 2.ª           | 2013-14       | 15    | 0     | 1                   | 0                   | —                  | —                  | —                          | —                          | 2        | 0        | 18    | 0     |
| Arminia Bielefeld · Alemania | 2.ª           | 2017-18       | 34    | 0     | 1                   | 0                   | —                  | —                  | —                          | —                          | —        | —        | 35    | 0     |
| Arminia Bielefeld · Alemania | 2.ª           | 2018-19       | 31    | 0     | 0                   | 0                   | —                  | —                  | —                          | —                          | —        | —        | 31    | 0     |
| Arminia Bielefeld · Alemania | 2.ª           | 2019-20       | 34    | 0     | 2                   | 0                   | —                  | —                  | —                          | —                          | —        | —        | 36    | 0     |
| Arminia Bielefeld · Alemania | 1.ª           | 2020-21       | 34    | 0     | 1                   | 0                   | —                  | —                  | —                          | —                          | —        | —        | 35    | 0     |
| Arminia Bielefeld · Alemania | 1.ª           | 2021-22       | 33    | 0     | 2                   | 0                   | —                  | —                  | —                          | —                          | —        | —        | 35    | 0     |
| Arminia Bielefeld · Alemania | Total club    | Total club    | 202   | 0     | 7                   | 0                   | —                  | —                  | —                          | —                          | 2        | 0        | 211   | 0     |
| T. S. V. 1860 Múnich · Alemania | 2.ª           | 2014-15       | 20    | 0     | 2                   | 0                   | —                  | —                  | —                          | —                          | —        | —        | 22    | 0     |
| T. S. V. 1860 Múnich · Alemania | 2.ª           | 2015-16       | 15    | 0     | 3                   | 0                   | —                  | —                  | —                          | —                          | —        | —        | 18    | 0     |
| T. S. V. 1860 Múnich · Alemania | 2.ª           | 2016-17       | 21    | 0     | 1                   | 0                   | —                  | —                  | —                          | —                          | 2        | 0        | 24    | 0     |
| T. S. V. 1860 Múnich · Alemania | Total club    | Total club    | 56    | 0     | 6                   | 0                   | —                  | —                  | —                          | —                          | 2        | 0        | 64    | 0     |
| T. S. V. 1860 Múnich II · Alemania | 4.ª           | 2016-17       | 2     | 0     | —                   | —                   | —                  | —                  | —                          | —                          | —        | —        | 2     | 0     |
| Manchester City F. C. Inglaterra | 1.ª           | 2022-23       | 3     | 0     | 6                   | 0                   | 3                  | 0                  | 2                          | 0                          | 0        | 0        | 14    | 0     |
| Manchester City F. C. Inglaterra | 1.ª           | 2023-24       | 9     | 0     | 6                   | 0                   | 1                  | 0                  | 3                          | 0                          | 1        | 0        | 20    | 0     |
| Manchester City F. C. Inglaterra | 1.ª           | 2024-25       | 9     | 0     | 1                   | 0                   | 2                  | 0                  | 2                          | 0                          | 0        | 0        | 14    | 0     |
| Manchester City F. C. Inglaterra | Total club    | Total club    | 21    | 0     | 13                  | 0                   | 6                  | 0                  | 7                          | 0                          | 1        | 0        | 48    | 0     |
| Total carrera | Total carrera | Total carrera | 287   | 0     | 26                  | 0                   | 6                  | 0                  | 7                          | 0                          | 5        | 0        | 331   | 0     |
| (1) Incluye datos de la Copa de Alemania (2013-22) y FA Cup (2022-act.). (2) Incluye datos de la Copa de la Liga de Inglaterra (2022-act.). (3) Incluye datos de la Liga de Campeones de la UEFA (2022-act.). (4) Incluye datos de la promoción a la 2. Bundesliga (2013-16) y Community Shield (2023). |               |               |       |       |                     |                     |                    |                    |                            |                            |          |          |       |       |

## Palmarés

### Campeonatos nacionales
| Título           | Club                  | País       | Año  |
| ---------------- | --------------------- | ---------- | ---- |
| 2. Bundesliga    | Arminia Bielefeld     | Alemania   | 2020 |
| Premier League   | Manchester City F. C. | Inglaterra | 2023 |
| FA Cup           | Manchester City F. C. | Inglaterra | 2023 |
| Premier League   | Manchester City F. C. | Inglaterra | 2024 |
| Community Shield | Manchester City F. C. | Inglaterra | 2024 |

### Campeonatos internacionales
| Título                 | Club                  | Sede     | Año  |
| ---------------------- | --------------------- | -------- | ---- |
| Liga de Campeones      | Manchester City F. C. | Estambul | 2023 |
| Supercopa de Europa    | Manchester City F. C. | El Pireo | 2023 |
| Copa Mundial de Clubes | Manchester City F. C. | Yeda     | 2023 |